# Cerise noire d'Itxassou
Pour les articles homonymes, voir Cerise noire.
La cerise noire d'Itxassou, (Itsasuko gerezi beltza en basque), est l'appellation d'une des trois principales variétés de cerises cultivées au Pays basque, à Itxassou et dans ses environs. 
Ces cerises d'Itxassou sont des guignes (à chair molle) qui sont précoces.
Les variétés sont la peloa qui mûrit fin mai (de couleur rouge bordeaux foncé), la xapata qui mûrit début juin (de couleur jaune et rosé) et la beltxa qui mûrit mi-juin (de couleur noire).
Connues localement depuis des siècles, ces variétés ont failli disparaître au XXe siècle, avant de connaître un renouveau grâce à l'association Xapata qui regroupe les agriculteurs producteurs de gerezi beltza. Actuellement, ce sont près de 6 000 arbres mis en culture et un verger conservatoire se visite librement au village ayant donné son nom à la cerise.
Les cerises d'Itxassou sont toutes utilisées pour la fabrication de la confiture de cerises que l'on mange localement avec le fromage de brebis, ardi gasna en basque, ou pour fourrer les gâteaux basques.
Pour acheter de la cerise d'Itxassou fraîche ou utilisée dans les produits transformés, les producteurs locaux ont un logo « cerise d'Itxassou/Itsasu » qui en garantit la provenance. 
Ces variétés font partie de la quinzaine cultivée en France métropolitaine, mais représentent une infime partie des quelque 50 000 tonnes produites par les agriculteurs chaque année sur le territoire. 